# 瑟七
瑟七（スーチー、1999年 (民国88年) 2月13日 -）は台湾（中華民国）出身のチアリーダー、タレントである。本名は林 沂玟（りん ぎぶん、ウェード式：Lin Yi-Wen）で、現在統一ライオンズのチアリーディングチームユニガールズに所属している。日台ライオンズデーや2023 アジア プロ野球チャンピオンシップ等で来日している。

## 脚註
1. ↑  “兼顧學生、Uni-Girls雙重身分 「南部女孩」瑟七在未知中學習成長” (中国語). 動誌. (2021年1月7日) 2021年6月30日閲覧。
2. ↑  “這！就是美女／瑟七雙丸子頭可愛無敵　大長腿走進你心裡” (中国語). ETtoday新聞雲. (2021年5月31日) 2021年6月30日閲覧。
3. ↑  “プレミア12で注目の台湾チア、破壊力がありすぎるUni-Girls看板チアの時代が来てしまいそう”. ねとらぼ. (2024年11月30日) 2024年11月30日閲覧。